# Шоста колона
Шоста колона (англ. Sixth Column) — науково-фантастичний роман Роберта Гайнлайна, написаний за сюжетом Джона Кемпбела. Вийшов у журналі Astounding Science Fiction (січень — березень) 1941 року під псевдонімом Anson MacDonald. Пізніше, 1949 року, був розширений і виданий окремим видання. Назва роману відсилає до поняття «п'ята колона».
Роман, написаний напередодні війни на Тихому океані, присвячений завоюванню США паназіатами — єдиною нацією, що об'єднала китайців та японців, чия імперія вже захопила всю Євразію, включно з Індією та СРСР. Книжне видання було пов'язане з виникненням поняття «жовтої загрози», спричинене перемогою комуністів у громадянській війні в Китаї.

## Сюжет
Останнім форпостом армії США залишився секретний науково-дослідний центр у горах Колорадо. Туди прибуває майор Ардмор, якому випадає очолити спротив в умовах постійного терору. В лабораторії залишилося всього 6 осіб, решта загинули в ході експерименту з електромагнітними та гравітаційними полями.
Загарбники зображені вкрай жорстокими — наприклад, вони придушують невдале повстання, вбиваючи 150 000 американських цивільних осіб.
Оскільки паназіати не переслідують релігійні організації, Ардмор за допомогою вчених створює псевдорелігію бога Мотаа, і починає активну місіонерську діяльність («прихильників» добре годують, не примушують приймати релігію, а культові гімни виконуються на мелодії американських патріотичних пісень).
Відкриття транмутації забезпечує команду Ардмора необмеженою кількістю золота для закупок продовольства та підкупу паназійських чиновників. Капітан розвідки Даунер зробив пластичну операцію, щоб проникнути на службу до загарбників.
Вцілілі вчені використовують наукові відкриття, щоб розробити зброю, що може вибірково вбивати людей. Використовуючи це відкриття, вони будують расистську селективну зброю, яка вбиває лише паназіатів. Завдяки силовим полям у храми Мотаа паназіати фізично не можуть проникнути. Також у служителів культу є посохи з широким спектром високотехнологічних трюків.
Під час фінальної частини повстання божеволіє професор Келлун, одержимий ідеєю створення диктатури науки, але його вдається обеззброїти. США повертають собі незалежність, а намісник Паназіатської імперії вчиняє самогубство.